# (185851) 2000 DP107
(185851) 2000 DP107, também escrito como (185851) 2000 DP107, é um asteroide próximo da Terra que é notável porque forneceu elementos de prova para a existência de asteroides binários na população perto da Terra. Ele possui uma magnitude absoluta de 18,2 e tem um diâmetro com cerca de 0,863 km. Este asteroide foi escolhido como alvo para um sobrevoo da sonda japonesa PROCYON em 2016, mas posteriormente o plano foi abandonado devido há uma falha do propulsor de íons da sonda espacial.

## Descoberta
(185851) 2000 DP107 foi descoberto no dia 29 de fevereiro de 2000 pelo programa Lincoln Near-Earth Asteroid Research (LINEAR).
A natureza binária deste asteroide foi sugerido a partir de observações de radar tiradas com a antena de radar Goldstone em 22 e 23 de setembro de 2000, com base numa proposta de observação de Jean-Luc Margot e observações de Steven J. Ostro e colegas. Confirmando com observações obtidas com o radiotelescópio de Arecibo de 30 de setembro a 7 de outubro de 2000.

## Órbita
A órbita de (185851) 2000 DP107 tem uma excentricidade de 0,3768 e possui um semieixo maior de 1,3654 UA. O seu periélio leva o mesmo a uma distância de 0,8510 UA em relação ao Sol e seu afélio a 1,880 UA.